# Йозеф Голдер
Йозеф Голдер (угор. József Holder, 11 січня 1893, Великий Бичків — 6 січня 1945, Будапешт) — поет, журналіст, перекладач.

## Діяльність
Він народився в єврейській родині як син Єхіеля Голдера та Пепі Рот. Навчався в єшивах Сату-Маре та Братиславі. Він приїхав до Будапешта в молодому віці і незабаром почав працювати головним бухгалтером на текстильній фабриці.
В основному він був кореспондентом іноземних газет в Угорщині. З 1920 р. він редагував незалежну газету на ідиш в Сігет-Мармаціє під назвою «Jidise Cajtung». На додаток до власних віршів, він переклав на ідиш «Трагедію людини» Імре Мадаха, зокрема поеми Ендре Аді, Міхалі Бабіца, Деже Коштоланьї, Золтана Шомло та Ерну Сепа.
Його вірші були опубліковані в 1928 р. у Вільнюсі під назвою «Oftsingtsich». До його поетичних прозових творів та віршів з єврейських щоденників та періодичних видань належать Хаолом (Лондон), Хасефіра (Варшава), Хамімпа (Краків), Аль Хамісмар (Єрусалим), ідишські твори Зукунфта (Нью-Йорк), Вільнера Тога, Лембергера Тега, Фор (Нью-Йорк), Йідішер Тагблат (Нью-Йорк). Він був змушений сховатися від переслідувань з жовтня 1944 року, а потім помер у січні 1945 року в підвалі будинку через серцевий напад.

## Творчість
- Oft zingt zih (költemények, 1928)

### Переклади
- Di tragedye funem mentshn (Madách: Az ember tragédiája)
- Leviatan (Újvári Péter drámája)
- Gojlem will Mensch weren (Kaczér Illés: Gólem ember akar lenni)
- Neue ungarische Lirik (modern magyar költők antológiája)